# فهرست فینال‌های جام باشگاه‌های آسیا و لیگ قهرمانان آسیا
این مقاله دربارهٔ فینال رقابت‌های باشگاهی فوتبال در قارۀ آسیا است که در طول تاریخ خود با اسامی مختلفی برگزار شده‌ است.
مسابقات باشگاهی قهرمانی در قارۀ آسیا از سال ۱۹۶۷ میلادی آغاز شد و پس از چهار سال متوالی به یک باره تعطیل گشت که دلیل این تعطیلی بیشتر مسائل سیاسی آن دوره در آسیا خصوصاً منطقۀ غرب بود.
پس از ۱۳ سال تعطیلی این مسابقات، در سال ۱۹۸۵ میلادی با نام جام باشگاه‌های آسیا آغازی دوباره داشت و تا سال ۲۰۰۲ با همین عنوان ادامه یافت و از این سال با تغییر نام رقابت ها تحت عنوان لیگ قهرمانان آسیا شناخته شد.
تا پایان لیگ قهرمانان آسیا ۲۰۲۳ ۴۲ دوره از این رقابت‌ها انجام شد و قهرمانان خود را شناخت. 
این مسابقات همانند دیگر مسابقات در سطح اول جهان از شروع خود تاکنون شاهد تغییرات زیادی در مورد نحوۀ برگزاری بوده‌ است که هیچ تفاوتی بین رقابت‌های گذشته و آتی ایجاد نمی‌کند.
تغیییراتی که در فرمت لیگ قهرمانان ایجاد شده نیز گسترد و تیم‌های قهرمان لیگ و جام حذفی و تیم‌های دوم و سوم لیگ‌های کشورهای برتر جواز حضور در این مسابقات را کسب می‌کنند. تا پیش از سال ۲۰۰۲ تنها تیم‌های قهرمان لیگ‌ها و تیم مدافع عنوان قهرمانی مجوز حضور در مسابقات جام باشگاه‌های آسیا را کسب می‌کردند اما از سال ۲۰۰۲ تیم‌های قهرمان جام حذفی نیز مجوز حضور را به دست آوردند ولی از آغاز فصل ۲۰۰۹ تیم مدافع عنوان قهرمانی دیگر مجوز حضور مستقیم در فصل بعد را به دست نمی‌آورد.
از فصل ۰۳–۲۰۰۲، فینال به صورت رفت و برگشتی و به میزبانی تیم‌های فینالیست برگزار می‌شد. در طول سال‌های ۲۰۰۹ تا ۲۰۱۲، فینال به صورت تک بازی درآمد و دوباره از سال ۲۰۱۳ تا ۲۰۱۹ به شیوه قبلی بازگشت. همچنین در سال ۲۰۲۰ به علت دنیاگیری کووید-۱۹، فینال به صورت تک بازی برگزار شد.

## بیشترین حضور

### بیشترین حضور در فینال قهرمانی باشگاه‌های آسیا (باشگاه‌ها)
- الهلال از عربستان سعودی با نه بار[پانویس ۱] حضور در دیدار نهایی در این زمینه رکورد دار است باشگاه‌های استقلال، سئونگنام، پوهانگ استیلرز کرۀ جنوبی، العین و اوراوا رد دایموندز ژاپن نیز با ۴ بار حضور در فینال در ردۀ دوم قرار گرفت و تیم‌هایی چون جوبیلو ایواتا، چونبوک هیوندای، الاتحاد، الاهلی نیز سه بار به فینال این بازی ها راه یافتتند.[۲]
- لازم به یادآوری می‌باشد که تیم الهلال عربستان با چهار قهرمانی و پنج نائب قهرمانی پر افتخارترین تیم این مسابقات است. آن‌ها نه بار در دیدار نهایی حاضر شده و در چهار فینال جام قهرمانی را کسب کرده‌اند.
- از ایران نیز علاوه بر حضور چهار بار استقلال در فینال، پرسپولیس دو بار و پاس، سپاهان، ذوب آهن هر کدام یکبار توانسته‌اند در فینال این مسابقات حاضر شوند.[۲]

### بیشترین حضور در فینال قهرمانی باشگاه‌های آسیا (کشورها)
- اما اگر بخواهیم به دید ملیت به حضور در فینال قهرمانی باشگاه‌های آسیا نگاه کنیم باید بنویسیم که ۱۹ بار تیم‌هایی از کرۀ جنوبی در فینال قهرمانی باشگاه‌های آسیا حضور داشته‌اند که بیشترین حضور نمایندگان یک کشور آسیایی در مرحلۀ پایانی قهرمانی باشگاه‌های آسیا می‌باشد البته قابل ذکر است که کره‌ای‌ها در ۱۶ فینال حضور داشته‌اند چون که فینال سال ۲۰۰۲ بین دو تیم کره‌ای برگزار شده‌ است.
- عربستانی‌ها نیز در ۱۷ فینال[پانویس ۲] قهرمانی باشگاه‌های آسیا حضور داشتند و در ردۀ دوم این جدول قرار گرفتند. ژاپنی‌ها نیز با ۱۳ بار حضور[پانویس ۳] در فینال بیشترین حضوردر مقابل کشورهایی چون ایران و چین  دارند.
- ایران با ۹ بار حضور در فینال قهرمانی باشگاه‌های آسیا و چین با ۵ و اسرائیل و امارات هر کدام با ۵ بار حضور در فینال در رده‌های بعدی این جدول قرار دارند.

## پر افتخارترین کشورها

### پر افتخارترین کشورهای آسیایی از نظر کسب عنوان در قهرمانی باشگاه‌های آسیا
- در بین کشورهای آسیایی کرۀ جنوبی با ۱۲ بار کسب عنوان قهرمانی در قهرمانی باشگاه‌های آسیا در صدر قرار دارد و پر افتخارترین کشور آسیا در این زمینه می‌باشد و اختلاف بالایی هم با کشور دوم  یعنی ژاپن با ۸ قهرمانی دارد.
- عربستان با هفت قهرمانی، ایران، چین و اسرائیل نیز با سه قهرمانی در ردۀ بعدی این جدول هستند. قطر و تایلند و امارات نیز هر کدام دو بار قهرمان این مسابقات شده‌اند.[۲]
- استرالیا هم یک بار طعم قهرمانی در این مسابقات را چشیده‌ است.[۲]
- کره‌ای‌ها یک بار در پنج دورۀ متوالی این مسابقات در فینال حاضر شدند و از این نظر نیز یک رکود خاص را به خود اختصاص داده‌اند. (از سال ۲۰۰۹ تا سال ۲۰۱۳)

## فینال‌ها

### لیگ قهرمانان آسیا (–۱۹۶۷)
| فصل       | قهرمان                                                                           | نتیجه                                             | نایب قهرمان                    | مکان                                                                   |
| --------- | -------------------------------------------------------------------------------- | ------------------------------------------------- | ------------------------------ | ---------------------------------------------------------------------- |
| ۱۹۶۷      | هاپوئل تل‌آویو                                                                    | ۲ – ۱                                             | سلانگور                        | ورزشگاه ملی، بانکوک                                                    |
| ۱۹۶۹      | مکابی تل‌آویو                                                                     | ۱ – ۰                                             | یانگزی                         | ورزشگاه ملی، بانکوک                                                    |
| ۱۹۷۰      | تاج                                                                              | ۲ – ۱                                             | هاپوئل تل‌آویو                  | ورزشگاه امجدیه، تهران                                                  |
| ۱۹۷۱      | مکابی تل‌آویو                                                                     | ۲ – ۰                                             | آلیات الشرطه                   | ورزشگاه ملی، بانکوک                                                    |
| ۱۹۷۲      | مسابقات لغو شد                                                                   | مسابقات لغو شد                                    | مسابقات لغو شد                 | ورزشگاه امجدیه، تهران                                                  |
| ۸۶–۱۹۸۵   | بوسان ای پارک (دوو رویالز)                                                       | ۳ – ۱                                             | الاهلی                         | ورزشگاه امیر عبدالله فیصل، جده                                         |
| ۱۹۸۶      | جف یونایتد ایچیهارا چیبا (فروکاوا الکتریک)                                       | فینال گروهی                                       | الهلال                         | ورزشگاه ملک فهد، ریاض                                                  |
| ۱۹۸۷      | توکیو وردی (یومیوری)                                                             | ۲–۰                                               | الهلال                         | ورزشگاه امیر فیصل بن فهد، ریاض ورزشکاه آجینوموتو فیلد نیشیگاوکا، توکیو |
| ۸۹–۱۹۸۸   | السد                                                                             | ۳ – ۳ (مجموع، برنده با قانون گل زده در زمین حریف) | الرشید                         | ورزشگاه بین‌المللی ملت، بغداد ورزشگاه جاسم بن حمد، دوحه                 |
| ۹۰–۱۹۸۹   | لیائونینگ                                                                        | ۳ – ۲ (مجموع)                                     | یوکوهاما مارینوس (نیسان)       | ورزشگاه میتسوزاوا، یوکوهاما ورزشگاه تیکسی، شنیانگ                      |
| ۹۱–۱۹۹۰   | استقلال                                                                          | ۲ – ۱                                             | لیائونینگ                      | ورزشگاه ملی بانگاباندو، داکا                                           |
| ۱۹۹۱      | الهلال                                                                           | ۱ – ۱ (۴–۳ پنالتی)                                | استقلال                        | ورزشگاه بین‌المللی خلیفه، دوحه                                          |
| ۹۳–۱۹۹۲   | پاس                                                                              | ۱–۰                                               | الشباب                         | ورزشگاه الاهلی، منامه                                                  |
| ۹۴–۱۹۹۳   | تای‌فارمرز بانک                                                                   | ۲ – ۱                                             | نادی                           | ورزشگاه ملی، بانکوک                                                    |
| ۹۵–۱۹۹۴   | تای‌فارمرز بانک                                                                   | ۱–۰                                               | العربی                         | ورزشگاه ملی، بانکوک                                                    |
| ۱۹۹۵      | سئونگنام (ایلهوا چونما)                                                          | ۱ – ۰                                             | النصر                          | ورزشگاه ملک فهد، ریاض                                                  |
| ۹۷–۱۹۹۶   | پوهانگ استیلرز                                                                   | ۲ – ۱                                             | سئونگنام (چئونان ایلهوا چونما) | ورزشگاه ملی بوکیت جلیل، کوالالامپور                                    |
| ۹۸–۱۹۹۷   | پوهانگ استیلرز                                                                   | ۰ – ۰ (۶–۵ پنالتی)                                | دالیان واندا                   | ورزشگاه هنگ کنگ، هنگ کنگ                                               |
| ۹۹–۱۹۹۸   | جوبیلو ایواتا                                                                    | ۲ – ۱                                             | استقلال                        | ورزشگاه آزادی، تهران                                                   |
| ۲۰۰۰–۱۹۹۹ | الهلال                                                                           | ۳ – ۲                                             | جوبیلو ایواتا                  | ورزشگاه ملک فهد، ریاض                                                  |
| ۰۱–۲۰۰۰   | سوون سامسونگ                                                                     | ۱ – ۰                                             | جوبیلو ایواتا                  | ورزشگاه جام جهانی، سوون                                                |
| ۰۲–۲۰۰۱   | سوون سامسونگ                                                                     | ۰ – ۰ (۴–۲ پنالتی)                                | اف سی سئول (آنیانگ ال‌جی چیتاز) | ورزشگاه آزادی، تهران                                                   |
| ۰۳–۲۰۰۲   | العین                                                                            | ۲–۰                                               | پلیس ترو (بی‌ای‌سی ترو)          | ورزشگاه طحنون بن محمد، العین                                           |
| ۰۳–۲۰۰۲   | پلیس ترو (بی‌ای‌سی ترو)                                                            | ۱–۰                                               | العین                          | ورزشگاه راجامانگالا، بانکوک                                            |
| ۰۳–۲۰۰۲   | العین در مجموع با نتیجهٔ ۲–۱ قهرمان شد.                                           |                                                   |                                |                                                                        |
| ۲۰۰۴      | الاتحاد                                                                          | ۱–۳                                               | سئونگنام ایلهوا چونما          | ورزشگاه امیر عبدالله فیصل، جده                                         |
| ۲۰۰۴      | سئونگنام ایلهوا چونما                                                            | ۰–۵                                               | الاتحاد                        | مجموعه ورزشی تانچئون، سئونگنام                                         |
| ۲۰۰۴      | الاتحاد در مجموع با نتیجهٔ ۶–۳ قهرمان شد.                                         |                                                   |                                |                                                                        |
| ۲۰۰۵      | العین                                                                            | ۱–۱                                               | الاتحاد                        | ورزشگاه طحنون بن محمد، العین                                           |
| ۲۰۰۵      | الاتحاد                                                                          | ۴–۲                                               | العین                          | ورزشگاه امیر عبدالله فیصل، جده                                         |
| ۲۰۰۵      | الاتحاد در مجموع با نتیجهٔ ۵–۳ قهرمان شد.                                         |                                                   |                                |                                                                        |
| ۲۰۰۶      | چونبوک هیوندای موتورز                                                            | ۲–۰                                               | الکرامه                        | ورزشگاه جام جهانی، جئونجو                                              |
| ۲۰۰۶      | الکرامه                                                                          | ۲–۱                                               | چونبوک هیوندای موتورز          | ورزشگاه خالد بن ولید، حمص                                              |
| ۲۰۰۶      | چونبوک هیوندای موتورز در مجموع با نتیجهٔ ۳–۲ قهرمان شد.                           |                                                   |                                |                                                                        |
| ۲۰۰۷      | سپاهان                                                                           | ۱–۱                                               | اوراوا رد دایموندز             | ورزشگاه فولادشهر، فولادشهر                                             |
| ۲۰۰۷      | اوراوا رد دایموندز                                                               | ۲–۰                                               | سپاهان                         | ورزشگاه سایتاما، سایتاما                                               |
| ۲۰۰۷      | اوراوا رد دایموندز در مجموع با نتیجهٔ ۳–۱ قهرمان شد.                              |                                                   |                                |                                                                        |
| ۲۰۰۸      | گامبا اوزاکا                                                                     | ۳–۰                                               | آدلاید یونایتد                 | ورزشگاه اوساکا اکسپو ۷۰، اوساکا                                        |
| ۲۰۰۸      | آدلاید یونایتد                                                                   | ۰–۲                                               | گامبا اوزاکا                   | ورزشگاه هیندمارش، آدلاید                                               |
| ۲۰۰۸      | گامبا اوزاکا در مجموع با نتیجهٔ ۵–۰ قهرمان شد.                                    |                                                   |                                |                                                                        |
| ۲۰۰۹      | پوهانگ استیلرز                                                                   | ۲–۱                                               | الاتحاد                        | ورزشگاه ملی، توکیو                                                     |
| ۲۰۱۰      | سئونگنام ایلهوا چونما                                                            | ۳–۱                                               | ذوب‌آهن                         | ورزشگاه ملی، توکیو                                                     |
| ۲۰۱۱      | السد                                                                             | ۲–۲ ضربات پنالتی (۴–۲)                            | چونبوک هیوندای موتورز          | ورزشگاه جام جهانی، جئونجو                                              |
| ۲۰۱۲      | اولسان هیوندای                                                                   | ۳–۰                                               | الاهلی                         | ورزشگاه فوتبال اولسان مونسو، اولسان                                    |
| ۲۰۱۳      | اف‌سی سئول                                                                        | ۲–۲                                               | گوانگ‌ژو اورگراند               | ورزشگاه جام جهانی، سئول                                                |
| ۲۰۱۳      | گوانگ‌ژو اورگراند                                                                 | ۱–۱                                               | اف‌سی سئول                      | ورزشگاه تیانهه، گوانگژو                                                |
| ۲۰۱۳      | گوانگ‌ژو اورگراند در مجموع با نتیجهٔ ۳–۳ و با قانون گل زده در خانهٔ حریف قهرمان شد. |                                                   |                                |                                                                        |
| ۲۰۱۴      | وسترن سیدنی واندررز                                                              | ۱–۰                                               | الهلال                         | ورزشگاه پاراماتا، سیدنی                                                |
| ۲۰۱۴      | الهلال                                                                           | ۰–۰                                               | وسترن سیدنی واندررز            | ورزشگاه ملک فهد، ریاض                                                  |
| ۲۰۱۴      | وسترن سیدنی واندررز در مجموع با نتیجهٔ ۱–۰ قهرمان شد.                             |                                                   |                                |                                                                        |
| ۲۰۱۵      | شباب الاهلی                                                                      | ۰–۰                                               | گوانگ‌ژو اورگراند               | ورزشگاه آل راشد، دبی                                                   |
| ۲۰۱۵      | گوانگ‌ژو اورگراند                                                                 | ۱–۰                                               | شباب الاهلی                    | ورزشگاه تیانهه، گوانگژو                                                |
| ۲۰۱۵      | گوانگ‌ژو اورگراند در مجموع با نتیجهٔ ۱–۰ قهرمان شد.                                |                                                   |                                |                                                                        |
| ۲۰۱۶      | چونبوک هیوندای موتورز                                                            | ۲–۱                                               | العین                          | ورزشگاه جام جهانی، جئونجو                                              |
| ۲۰۱۶      | العین                                                                            | ۱–۱                                               | چونبوک هیوندای موتورز          | ورزشگاه هزاع بن زاید، العین                                            |
| ۲۰۱۶      | چونبوک هیوندای موتورز در مجموع با نتیجهٔ ۳–۲ قهرمان شد.                           |                                                   |                                |                                                                        |
| ۲۰۱۷      | الهلال                                                                           | ۱–۱                                               | اوراوا رد دایموندز             | ورزشگاه ملک فهد، ریاض                                                  |
| ۲۰۱۷      | اوراوا رد دایموندز                                                               | ۱–۰                                               | الهلال                         | ورزشگاه سایتاما، سایتاما                                               |
| ۲۰۱۷      | اوراوا رد دایموندز در مجموع با نتیجهٔ ۲–۱ قهرمان شد.                              |                                                   |                                |                                                                        |
| ۲۰۱۸      | کاشیما آنتلرز                                                                    | ۲–۰                                               | پرسپولیس                       | ورزشگاه کاشیما ساکر، کاشیما                                            |
| ۲۰۱۸      | پرسپولیس                                                                         | ۰–۰                                               | کاشیما آنتلرز                  | ورزشگاه آزادی، تهران                                                   |
| ۲۰۱۸      | کاشیما آنتلرز در مجموع با نتیجهٔ ۲–۰ قهرمان شد.                                   |                                                   |                                |                                                                        |
| ۲۰۱۹      | الهلال                                                                           | ۱–۰                                               | اوراوا رد دایموندز             | ورزشگاه دانشگاه ملک سعود، ریاض                                         |
| ۲۰۱۹      | اوراوا رد دایموندز                                                               | ۰–۲                                               | الهلال                         | ورزشگاه سایتاما، سایتاما                                               |
| ۲۰۱۹      | الهلال در مجموع با نتیجهٔ ۳–۰ قهرمان شد.                                          |                                                   |                                |                                                                        |
| ۲۰۲۰      | اولسان هیوندای                                                                   | ۲–۱                                               | پرسپولیس                       | ورزشگاه الجنوب، الوکره                                                 |
| ۲۰۲۱      | الهلال                                                                           | ۲–۰                                               | پوهانگ استیلرز                 | ورزشگاه مرسول پارک، ریاض                                               |
| ۲۰۲۲      | الهلال                                                                           | ۱–۱                                               | اوراوا رد دایموندز             | ورزشگاه ملک فهد، ریاض                                                  |
| ۲۰۲۲      | اوراوا رد دایموندز                                                               | ۱–۰                                               | الهلال                         | ورزشگاه سایتاما، سایتاما                                               |
| ۲۰۲۲      | اوراوا رد دایموندز در مجموع با نتیجهٔ ۲–۱ قهرمان شد.                              |                                                   |                                |                                                                        |
| ۲۴-۲۰۲۳   | یوکوهاما مارینوس                                                                 | ۲–۱                                               | العین                          | ورزشگاه بین‌المللی یوکوهاما, یوکوهاما                                   |
| ۲۴-۲۰۲۳   | العین                                                                            | ۵–۱                                               | یوکوهاما مارینوس               | ورزشگاه هزاع بن زاید, العین                                            |
| ۲۴-۲۰۲۳   | العین در مجموع با نتیجهٔ ۶-۳ قهرمان شد.                                           |                                                   |                                |                                                                        |

## آمار و ارقام

### قهرمانی باشگاه‌های آسیا و لیگ قهرمانان آسیا

#### عملکرد کلی باشگاهی
جدول زیر لیست باشگاه‌ها همراه با تعداد و سال‌های قهرمانی و نائب قهرمانی آن‌ها را در لیگ قهرمانان آسیا و جام باشگاه‌های آسیا نمایش می‌دهد.
| باشگاه                | قهرمانی‌ها | نایب‌قهرمانی‌ها | فصل‌های قهرمانی               | فصل‌های نایب‌قهرمانی            |
| --------------------- | --------- | ------------- | ---------------------------- | ----------------------------- |
| الهلال                | ۴         | ۵             | ۱۹۹۱، ۲۰۰۰–۱۹۹۹، ۲۰۱۹ ، ۲۰۲۱ | ۱۹۸۶، ۱۹۸۷، ۲۰۱۴، ۲۰۱۷ ، ۲۰۲۲ |
| پوهانگ استیلرز        | ۳         | ۱             | ۹۷–۱۹۹۶، ۹۸–۱۹۹۷، ۲۰۰۹       | ۲۰۲۱                          |
| اوراوا رد دیاموندز    | ۳         | ۱             | ۲۰۰۷، ۲۰۱۷ ، ۲۰۲۲            | ۲۰۱۹                          |
| استقلال               | ۲         | ۲             | ۱۹۷۰، ۹۱–۱۹۹۰                | ۱۹۹۱، ۹۹–۱۹۹۸                 |
| سئونگنام              | ۲         | ۲             | ۱۹۹۵، ۲۰۱۰                   | ۹۷–۱۹۹۶، ۲۰۰۴                 |
| العین                 | ۲         | ۲             | ۰۳–۲۰۰۲، ۲۴–۲۰۲۳             | ۲۰۰۵، ۲۰۱۶                    |
| الاتحاد               | ۲         | ۱             | ۲۰۰۴، ۲۰۰۵                   | ۲۰۰۹                          |
| چونبوک هیوندای موتورز | ۲         | ۱             | ۲۰۰۶، ۲۰۱۶                   | ۲۰۱۱                          |
| مکابی تل‌آویو۱         | ۲         | ۰             | ۱۹۶۹، ۱۹۷۱                   | —                             |
| السد                  | ۲         | ۰             | ۸۹–۱۹۸۸، ۲۰۱۱                | —                             |
| تای‌فارمرز بانک        | ۲         | ۰             | ۹۴–۱۹۹۳، ۹۵–۱۹۹۴             | —                             |
| سوون سامسونگ          | ۲         | ۰             | ۰۱–۲۰۰۰، ۰۲–۲۰۰۱             | —                             |
| اولسان هیوندای        | ۲         | ۰             | ۲۰۱۲، ۲۰۲۰                   | —                             |
| گوانگ‌ژو اورگراند      | ۲         | ۰             | ۲۰۱۳، ۲۰۱۵                   | —                             |
| جوبیلو ایواتا         | ۱         | ۲             | ۹۹–۱۹۹۸                      | ۲۰۰۰–۱۹۹۹، ۰۱–۲۰۰۰            |
| هاپوئل تل‌آویو۱        | ۱         | ۱             | ۱۹۶۷                         | ۱۹۷۰                          |
| لیائونینگ             | ۱         | ۱             | ۹۰–۱۹۸۹                      | ۹۱–۱۹۹۰                       |
| بوسان ای‌پارک          | ۱         | ۰             | ۸۶–۱۹۸۵                      | —                             |
| جف یونایتد چیبا       | ۱         | ۰             | ۱۹۸۶                         | —                             |
| توکیو وردی            | ۱         | ۰             | ۱۹۸۷                         | —                             |
| پاس تهران             | ۱         | ۰             | ۹۳–۱۹۹۲                      | —                             |
| گامبا اوساکا          | ۱         | ۰             | ۲۰۰۸                         | —                             |
| وسترن سیدنی واندررز   | ۱         | ۰             | ۲۰۱۴                         | —                             |
| کاشیما آنتلرز         | ۱         | ۰             | ۲۰۱۸                         | —                             |
| الاهلی                | ۱         | ۲             | —                            | ۸۶–۱۹۸۵، ۲۰۱۲                 |
| یوکوهاما مارینوس      | ۰         | ۲             | —                            | ۹۰–۱۹۸۹، ۲۴–۲۰۲۳              |
| سئول                  | ۰         | ۲             | —                            | ۰۲–۲۰۰۱، ۲۰۱۳                 |
| پرسپولیس              | ۰         | ۲             | —                            | ۲۰۱۸، ۲۰۲۰                    |
| سلانگور               | ۰         | ۱             | —                            | ۱۹۶۷                          |
| یانگزی                | ۰         | ۱             | —                            | ۱۹۶۹                          |
| آلیات الشرطه          | ۰         | ۱             | —                            | ۱۹۷۱                          |
| الرشید                | ۰         | ۱             | —                            | ۸۹–۱۹۸۸                       |
| الشباب                | ۰         | ۱             | —                            | ۹۳–۱۹۹۲                       |
| باشگاه عمان           | ۰         | ۱             | —                            | ۹۴–۱۹۹۳                       |
| العربی                | ۰         | ۱             | —                            | ۹۵–۱۹۹۴                       |
| النصر                 | ۰         | ۱             | —                            | ۱۹۹۵                          |
| دالیان شید            | ۰         | ۱             | —                            | ۹۸–۱۹۹۷                       |
| پلیس ترو              | ۰         | ۱             | —                            | ۰۳–۲۰۰۲                       |
| الکرامه               | ۰         | ۱             | —                            | ۲۰۰۶                          |
| سپاهان                | ۰         | ۱             | —                            | ۲۰۰۷                          |
| آدلاید یونایتد        | ۰         | ۱             | —                            | ۲۰۰۸                          |
| ذوب‌آهن                | ۰         | ۱             | —                            | ۲۰۱۰                          |
| شباب الاهلی           | ۰         | ۱             | —                            | ۲۰۱۵                          |

۱در سال ۱۹۷۴ اتحادیه فوتبال اسرائیل از کنفدراسیون فوتبال آسیا کنار گذاشته شد و در سال ۱۹۹۴ عضو یوفا شد.

#### عملکرد کلی کشوری
جدول زیر لیست کشورها در تعداد قهرمانی و نایب قهرمانی باشگاه‌ها در لیگ قهرمانان آسیا و جام باشگاه‌های آسیا را نشان می‌دهد.
| کشور              | قهرمانی‌ها | نایب‌قهرمانی‌ها | باشگاه‌های قهرمان                                                                                               | نایب‌قهرمان                                                                        |
| ----------------- | --------- | ------------- | --- | --------------------------------------------------------------------------------- |
| کره جنوبی         | ۱۲        | ۷             | پوهانگ استیلرز (۳) سئونگنام (۲) سوون سامسونگ (۲) چونبوک هیوندای موتورز (۲) اولسان هیوندای (۲) بوسان ای‌پارک (۱) | سئونگنام (۲) سئول (۲) چونبوک هیوندای موتورز (۱) یانگزی (۱) پوهانگ استیلرز (۱)     |
| ژاپن              | ۸         | ۶             | اوراوا رد دیاموندز (۳) جف یونایتد چیبا (۱) توکیو وردی (۱) گامبا اوساکا (۱) جوبیلو ایواتا (۱) کاشیما آنتلرز (۱) | جوبیلو ایواتا (۲) یوکوهاما مارینوس (۲) اوراوا رد دیاموندز (۱) کاوازاکی فرونتال(۱) |
| عربستان سعودی     | ۷         | ۱۰            | الهلال (۴) الاتحاد (۲) الاهلی (۱)                                                                              | الهلال (۵) الاهلی (۲) الاتحاد (۱) النصر (۱) الشباب (۱)                            |
| ایران             | ۳         | ۶             | استقلال (۲) پاس تهران (۱)                                                                                      | استقلال (۲) پرسپولیس (۲) سپاهان (۱) ذوب‌آهن (۱)                                    |
| چین               | ۳         | ۲             | گوانگ‌ژو (۲) لیائونینگ (۱)                                                                                      | لیائونینگ (۱) دالیان هایچانگ (۱)                                                  |
| اسرائیل           | ۳         | ۱             | مکابی تل آویو (۲) هاپوئل تل آویو (۱)                                                                           | هاپوئل تل آویو (۱)                                                                |
| امارات متحده عربی | ۲         | ۳             | العین (۲) | العین (۲) شباب الاهلی (۱)                                                         |
| قطر               | ۲         | ۱             | السد (۲) | العربی (۱)                                                                        |
| تایلند            | ۲         | ۱             | تای‌فارمرز بانک (۲)                                                                                             | پلیس ترو (۱)                                                                      |
| استرالیا          | ۱         | ۱             | وسترن سیدنی واندررز (۱)                                                                                        | آدلاید یونایتد (۱)                                                                |
| عراق              | ۰         | ۲             | — | آلیات الشرطه (۱) الرشید (۱)                                                       |
| مالزی             | ۰         | ۱             | — | سلانگور (۱)                                                                       |
| عمان              | ۰         | ۱             | — | باشگاه عمان (۱)                                                                   |
| سوریه             | ۰         | ۱             | — | الکرامه (۱)                                                                       |

## مربیان برنده
- فهرست مربیان قهرمانان جام باشگاه‌های آسیا و لیگ قهرمانان آسیا